# Where There's a Will, There's a Way (film 1911)
Where There's a Will, There's a Way è un cortometraggio muto del 1911 prodotto e diretto da Francis Boggs.

## Produzione
Il film fu prodotto dalla Selig Polyscope Company.

## Distribuzione
Distribuito dalla General Film Company, il film - un cortometraggio in una bobina - uscì nelle sale cinematografiche statunitensi il 5 giugno 1911.